# Aerion AS2
Aerion AS2 är ett projekterat amerikanskt affärsjetplan, som utvecklas av Aerion Corporation i Reno, Nevada. 

## Historik
Det nyligen grundade företaget Aerion presenterade 2004 ett första projekt för ett tvåmotorigt affärsjetplan, överljudsplanet Aerion SBJ för 8–12 passagerare, Projektet Aerion SBJ ersattes 2014 av ett projekt för det större Aerion AS2.
AS2-projektet är ett tremotorigt affärsflygplan för 12 passagerare. Det planeras att ha en marschhastighet på Mach 1,4 och en räckvidd på 7.780 kilometer. Premiärflygning är planerad till 2024.

## Samarbetspartners
Aerion var från september 2014 samarbetspartner till Airbus för AS2-projektet. I december 2017 blev i stället Lockheed Martin samarbetspartner. I början av 2019 slöts i stället ett samarbetsavtal med Boeing.
General Electric har med början 2017 utvecklat överljudsmotorn General Electric Affinity för AS2. Den är inte försedd med efterbrännkammare.